# Kungstensgatan

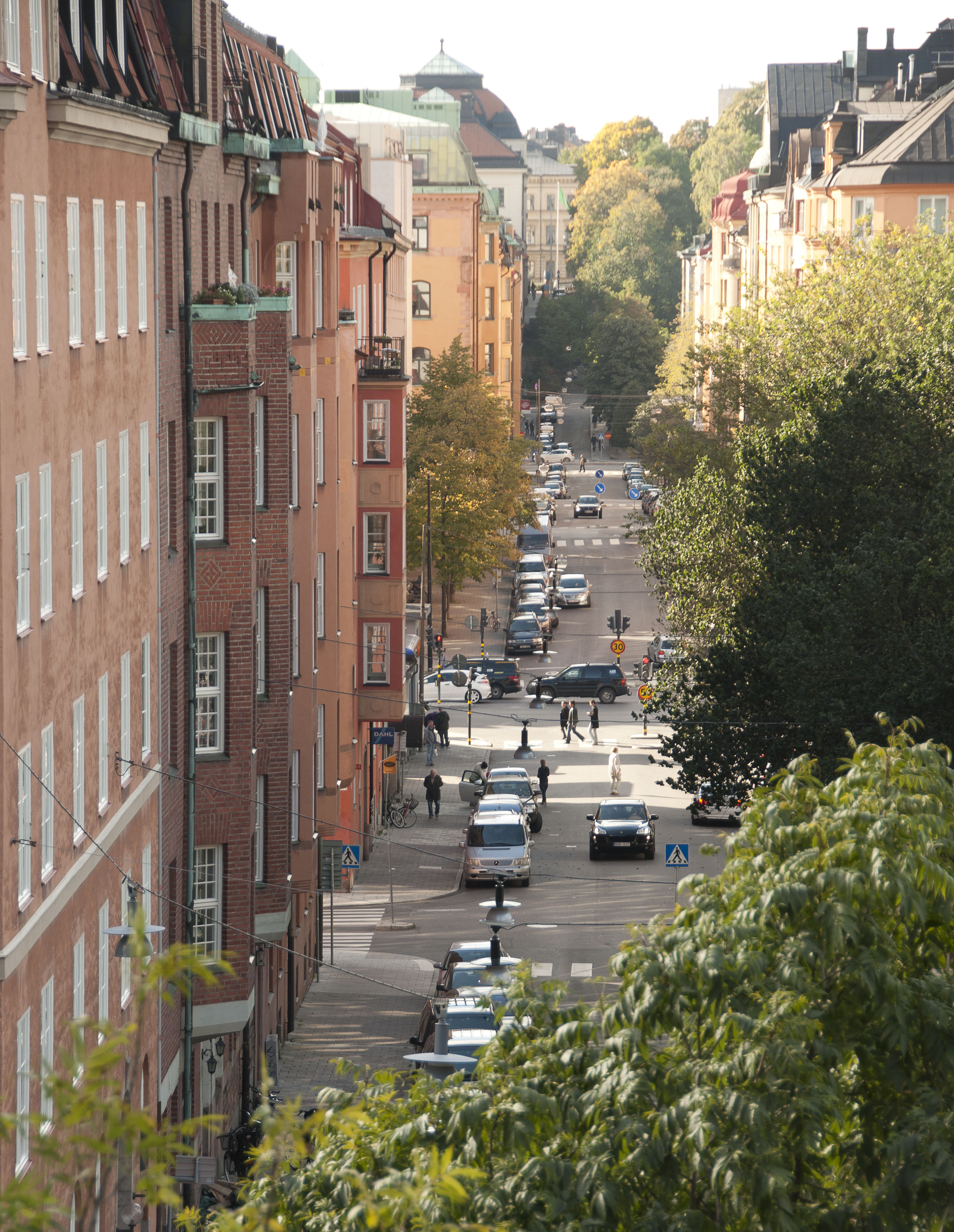
Kungstensgatan västerut sett från Engelbrektskyrkan, 2010.

Kungstensgatan är en gata i Vasastaden och Östermalm i Stockholm. Gatan fick sitt nuvarande namn i samband med Stockholms gatunamnsreform 1885.

## Historik

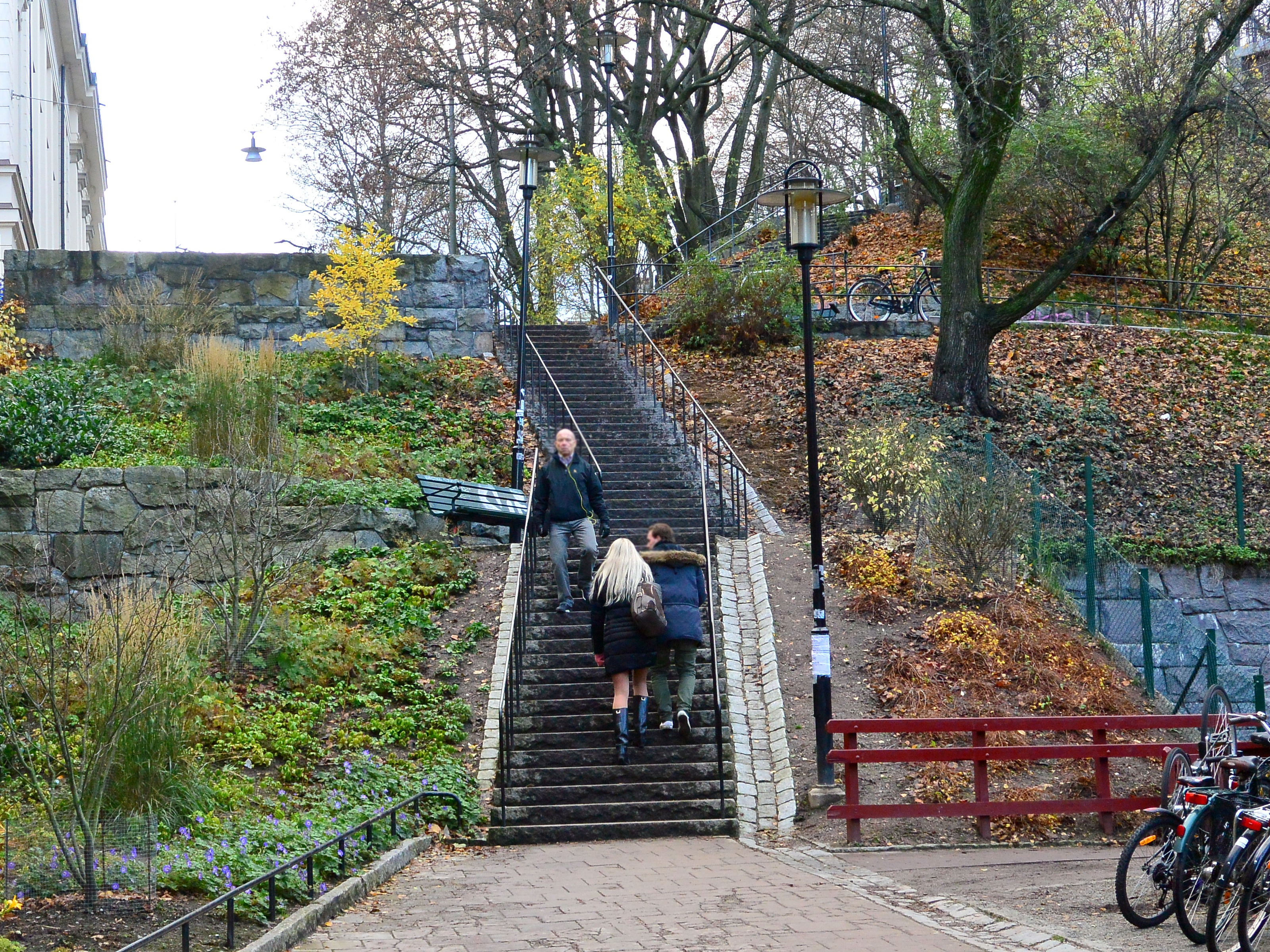
Kungstenstrappan från Saltmätargatan upp mot Holländargatan, 2013.

På Petrus Tillaeus karta från 1733 saknar gatan namn men omtalas 1770 som Kongstens Gatan. Med all säkerhet har den fått sitt namn efter kvarteret Konungz Steen (Kungsstenen). Kungstensgatan sträcker sig i öst-västlig riktning från Karlavägen vid Engelbrektskyrkan på Östermalm till Dalagatan vid Sabbatsbergs sjukhus i Vasastan. Gatan korsar bland annat Birger Jarlsgatan, Sveavägen och Drottninggatan.  Stycket mellan Saltmätargatan och Holländargatan bakom Handelshögskolan består av en trappa som kallas Kungstenstrappan. 
Längs Kungstensgatan ligger bland annat Stockholms högskolas (föregångare till Stockholms universitet) gamla huvudbyggnad vid Kungstensgatan 45. Vid Kungstensgatans östra ända uppfördes 1930–1932 Stockholms borgarskola, Kungstensgatan 2–8, vilken numera hyser Viktor Rydbergs gymnasium.